# 鲁宾 (公司)
43°34′59″N 21°18′04″E / 43.58306°N 21.30111°E
鲁宾（Rubin），是一家总部设于塞尔维亚克鲁舍瓦茨的酒精饮料公司。

## 历史沿革

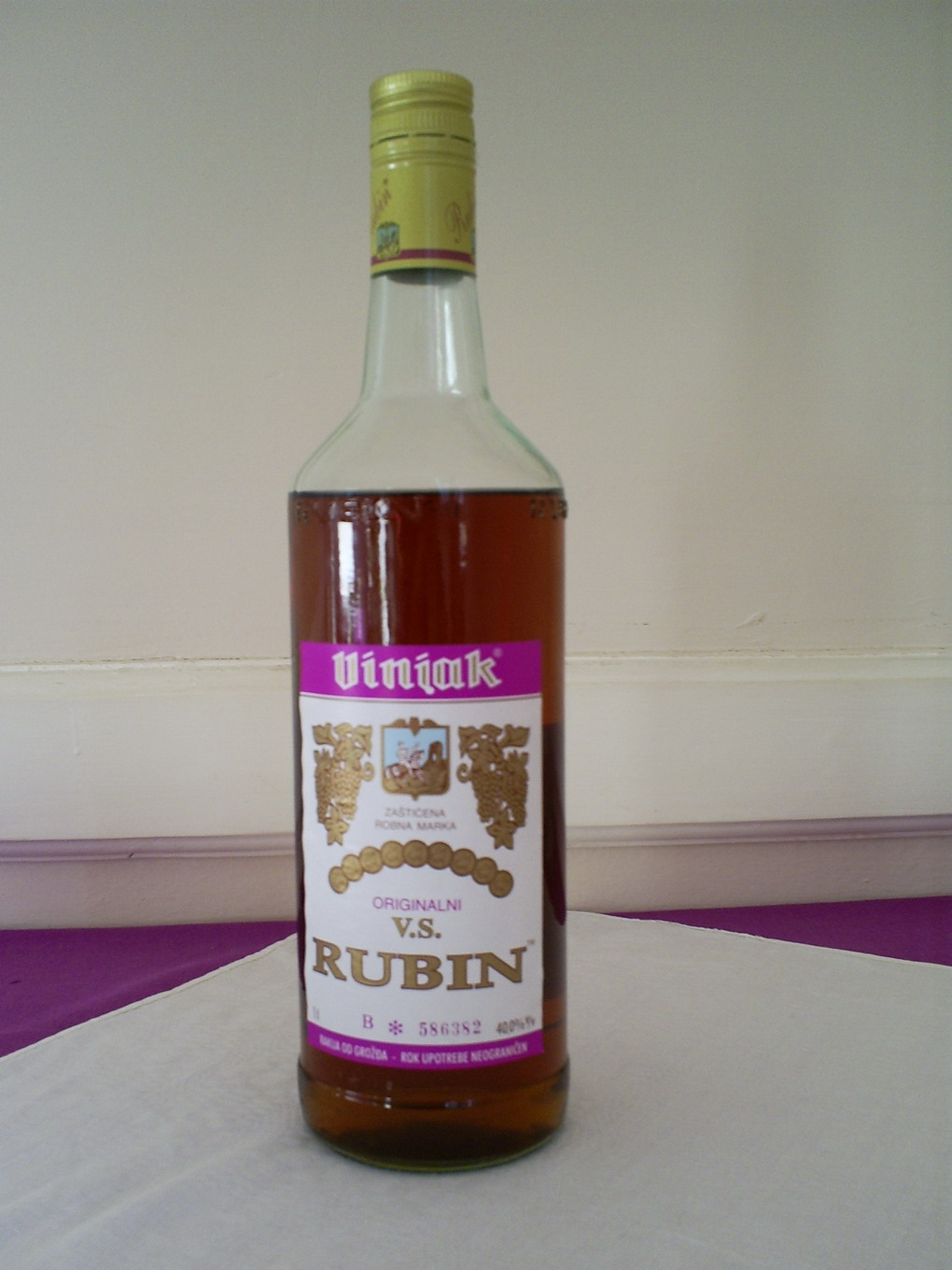
驰名品牌“Vinjak”白兰地旧瓶装

鲁宾成立于1955年，位于西莫拉瓦的葡萄酒产区，主要生产葡萄、葡萄酒和酒精饮料。它的拳头产品是鲁宾白兰地。2005年，鲁宾被普雷德拉格·佩科尼旗下的塞尔维亚公司“Invej”以3000万欧元收购，该收购案在当地颇受争议。
塞尔维亚农业部一共推出9个紫章，奖励代表该国葡萄酒品质和原产地标志，鲁宾公司为其中之一。它在塞尔维亚有18个地点，拥有塞尔维亚最大的葡萄园面积，面积超过1200公顷。2020年，它参加了上海举办的ProWein酒展。

## 市场数据
截至2018年2月21日，鲁宾的市值为3279万欧元。

## 产品
鲁宾公司的主要产品有：
- 白兰地
  - 鲁宾白兰地（Rubinnov Vinjak, Vinjak vs），鲁宾公司代表作，获得2020年度中国环球葡萄酒及烈酒大奖赛（CWSA）金奖[8]
  - 白兰地5VSOP，获得2020年度中国环球葡萄酒及烈酒大奖赛（CWSA）银奖[8]
  - 白兰地XO
- 白酒
  - 双蒸馏白兰地（PREPEČENICA）
  - 藤蔓
- 烈酒
  - 伏特加大西洋（VODKA ATLANTIS）
  - 德桑蒂斯（DE SANTIS）
- 利口酒
  - GORKA TAJNA《苦涩的秘密》苦艾酒
  - BITTER GREEN GHOST ABSINTH《绿鬼》苦艾酒
- 红酒
  - 桃红葡萄酒1升
  - 熊血
  - 雷司令（GRAŠEVINA）
  - 红葡萄酒 VRANAC
  - 白葡萄酒 SMEDEREVKA
  - 桃红葡萄酒 0.75升
  - 皇帝拉扎尔 CAR LAZAR
  - 女皇米莉察 CARICA MILICA
  - 鲁宾白葡萄酒
  - 阿曼特–卡门（AMANTE-CARMEN），获得2020年度中国环球葡萄酒及烈酒大奖赛（CWSA）金奖[8]
- 加苏葡萄酒
- 白兰地可乐
- VERMUT 苦艾酒